# 李金铭
李金銘（1985年11月21日—），中國女演員、主持人，出生於山東省濟南市，中學畢業於濟南市章丘第四中學，上海戲劇學院04届表演系畢業生。因個人形象清纯可愛，在自己的第一部作品《愛情公寓》陈美嘉一角色中出色的表演而备受关注。目前李於2014年出版书籍《最好的时光，在路上》。

## 演艺经历
- 2007参加江苏卫视《绝对唱响》，并获得全国第七名。
- 2008年7月与《爱情公寓》摄剧组签演员聘用合同
- 2009年初以嘉宾主持身份参加安徽卫视综艺节目《周日我最大》节目的录制，5月《爱情公寓》确认播出并其演唱《爱情公寓》主题曲《我的未来式》同时策划了与主演相关的电视剧宣传和新闻发布活动，6月，正式签约负责制作《周日我最大》并担任长期主持。
- 李金铭被传因不遵从剧组规定私自与中國某电视台（安徽卫视）签订合约，而遭到《爱情公寓》剧组的彻底封杀，该剧的第二季将很可能不会出现其饰演的陈美嘉这个角色[2]，但《爱情公寓》剧组通过网易娱乐发布声明，指李金铭参加安徽卫视《周日我最大》最初是由经纪公司委派其以嘉宾主持身份参加节目的录制工作，以增加演艺机会，锻炼演艺水平，并提高曝光率，但李金铭在2009年6月上旬通过书面形式突向其经纪公司上海高格文化传播有限公司表示将单方面不再履行经纪代理合约，而李本人随后擅自签约负责制作《周日我最大》的安徽某制作公司并担任长期主持，拒绝参加一切《爱情公寓》后期媒体宣传工作，同时也拒唱《爱》剧主题歌以及后续其他任何演艺工作。同时声明也希望李金铭能回归剧组。
- 2012年出演《爱情公寓3》剧中饰演陈美嘉，李金铭的回归是第三季给大家最大的意外。
- 2014年，出演《爱情公寓4》，並且與劇中角色呂子喬有了新的感情突破.
- 2018年，出演《愛情公寓 (電影)》。
- 2020年，出演《愛情公寓5》，該劇為《愛情公寓 (電視劇)》最終季。此外，据称李曾於訪問中指這劇可能是其演出生涯最後一部作品，但她在个人微博中辟谣。

## 電視劇
| 首播年份 | 剧名                   | 角色   | 备注             |
| 2009年   | 《愛情公寓》           | 陳美嘉 |                  |
| 2010年   | 《幸福一定強》         | 季淑婷 |                  |
| 2010年   | 《天涯織女》           | 賀小薏 |                  |
| 2011年   | 《幸福最晴天》         | 孔心潔 |                  |
| 2012年   | 《幸福三顆星》         | 李如甄 |                  |
| 2012年   | 《愛情公寓3》          | 陳美嘉 |                  |
| 2012年   | 《微博达人》           | 郑岩   |                  |
| 2013年   | 《七年之癢》           | 林非   |                  |
| 2014年   | 《愛情公寓4》          | 陳美嘉 |                  |
| 2015年   | 《爱情不打烊》         | 沈晓君 |                  |
| 2015年   | 《聊齋新編》           | 恒娘   | 單元：《恆娘》   |
| 2015年   | 《长在面包树上的女人》 | 美倫   |                  |
| 2016年   | 《青年旅舍》           | 菲菲   |                  |
| 2016年   | 《医馆笑传2》          | 陈安安 |                  |
| 2017年   | 《熊爸熊孩子》         | 陶银子 | 2014年拍攝       |
| 2018年   | 《烽火抗大》           | 粱婷婷 | 原名ː烽火战事    |
| 2018年   | 《伙头军客栈》         | 金铭   | 客串             |
| 2020年   | 《愛情公寓5》          | 陳美嘉 |                  |
| 2020年   | 《郝仁的美好生活》     | 郝小翠 |                  |
| 待播     | 《Loli的美好時代》     | 莫愁   | 网剧, 2011年拍攝 |

## 電影
| 首映年份 | 剧名                     | 角色   | 备注 |
| 2016     | 《致我们终将到来的爱情》 | 梁佳   |      |
| 2018     | 《愛情公寓》             | 陳美嘉 |      |
| 2020     | 《大傩·董春女》          | 董春女 |      |
| 待上映   | 《孤独花园》             | 罗兰   |      |
| 待上映   | 《阳光姐妹淘》           |        |      |

## 歌曲

### 单曲
| 歌曲名称（歌曲说明）                       | 发行时间   |
| ------------------------------------------ | ---------- |
| 爱情公寓 （电视剧《爱情公寓3》同名主题曲） | 2012-08-11 |
| 如果你说爱我 （电视剧《幸福三颗星》插曲）  | 2012-01-23 |
| 来我的世界 （网游《新水浒Q传2》主题曲）    | 2014-04-28 |
| 我的未来式（电影《爱情公寓》主题曲）       | 2018-08-10 |
| 最好的礼物（电视剧《爱情公寓5》片尾曲）    | 2020-01-20 |

## 话剧
2020年1月17至19日于北京保利剧院出演话剧《情圣》

## 社会活动
2016年5月28日出席由宁夏卫视与国大传媒联手打造的《最强小孩第二季》公益盛典，并荣获“阳光少年形象大使”荣誉称号[20] 
2018年3月5日，被山东省戒毒管理局受聘为“山东省戒毒公益大使”并与戒毒人员同台演出，并座谈交流

## 資料來源

### 腳註
1. ↑  .   [2015-05-20]. （原始内容存档于2015-05-12）.
2. ↑  传《爱情公寓》“美嘉”因跳槽被剧组封杀 （页面存档备份，存于），新民网转网易报道